# Епархия Увиры
Епархия Увиры (лат. Dioecesis Uviraensis) — епархия Римско-Католической церкви с центром в городе Увира, Демократическая Республика Конго. Епархия Увиры входит в митрпополию Букаву.

## История
16 апреля 1962 года Римский папа Пий XII издал буллу «Sollemnis Dei», которой учредил епархию Увиры, выделив её из архиепархии Букаву и епархии Касонго.

## Ординарии епархии
- епископ Danilo Catarzi S.X.[1] (16.04.1962 — 26.03.1981);
- епископ Léonard Dhejju (26.03.1981 — 2.07.1984) — назначен епископом Бунии;
- епископ Jérôme Gapangwa Nteziryayo (1.07.1985 — 10.06.2002);
- епископ Jean-Pierre Tafunga S.D.B. (10.06.2002 — 31.07.2008) — назначен вспомогательным епископом Лубумбаши;
  - вакансия (2008 — 2013);
- епископ Sébastien Muyengo Mulombe (15.10.2013 — по настоящее время).

## Источник
- Annuario Pontificio, Libreria Editrice Vaticana, Città del Vaticano, 2003, ISBN 88-209-7422-3
- булла Sollemnis Dei, AAS 55 (1963), стр. 138  (лат.)